# Hostage Rescue Team (FBI)
Het Hostage Rescue Team (HRT) is de antiterreureenheid van de Amerikaanse binnenlandse inlichtingendienst FBI. Het HRT is opgericht om VS-burgers in binnen- en buitenland die gevangen gehouden worden door een vijandige macht, hetzij door terroristen, hetzij door criminelen, te ontzetten. Het Hostage Rescue Team werd in 1982 opgericht door Danny Coulson, maar het werkt slechts op volle kracht sinds 1983.
Het HRT dient als een binnenlandse contra-terrorisme-eenheid, met als specialisatie het oplossen van gijzelingen en het opereren in risicovolle omgeving, om de wet te handhaven. Oorspronkelijk bestond het uit 50 werknemers, maar dit aantal is toegenomen, en nu is het HRT werkgever voor meer dan 90 fulltime werknemers.